# Болотово (Забайкальский край)
Болотово — село в Сретенском районе Забайкальского края России. Входит в состав сельского поселения «Верхне-Куэнгинское». Основано в XVIII веке.

## География
Село находится в юго-западной части района, на левом берегу реки Шилка, при железнодорожной линии Куэнга — Сретенск, на расстоянии примерно 29 км (по прямой) к юго-западу от города Сретенск. Абсолютная высота — 488 м над уровнем моря.
Климат
Климат характеризуется как резко континентальный с продолжительной холодной малоснежной зимой и коротким тёплым летом. Среднегодовая температура воздуха составляет −5,3 — +3 °С. Средняя многолетняя температура самого холодного месяца (января) составляет −28 — −24 °С (абсолютный минимум — −55 °С), температура самого тёплого (июля) — 16 — 19 °С (абсолютный максимум — 40 °С). Безморозный период длится в течение 80 — 100 дней. Среднегодовое количество осадков — 350—400 мм.
Часовой пояс
Село Болотово находится в часовой зоне МСК+6. Смещение применяемого времени относительно UTC составляет +9:00.

## Население
| 1989 | 2002 | 2010 | 2021 |
| ---- | ---- | ---- | ---- |
| 308  | ↘265 | ↘210 | ↘175 |

Половой состав
По данным Всероссийской переписи населения 2010 года в гендерной структуре населения мужчины составляли 47,6 %, женщины — соответственно 52,4 %.
Национальный состав
Согласно результатам переписи 2002 года, в национальной структуре населения русские составляли 100 % из 265 чел.

## Инфраструктура
В селе функционирует основная школа.